# Larry Siegfried
Larry E. Siegfried (ur. 22 maja 1939 w Shelby, zm. 14 października 2010 w Cleveland) – amerykański koszykarz, występujący na pozycji obrońcy, pięciokrotny mistrz NBA, po zakończeniu kariery zawodniczej trener koszykarski.
Jest jednym z ponad 40 zawodników w historii, którzy zdobyli zarówno mistrzostwo NCAA, jak i NBA w trakcie swojej kariery sportowej.

## Osiągnięcia

### NCAA
- Mistrz NCAA (1960)[3]
- Wybrany do:
  - I składu turnieju NCAA (1961)[4]
  - II składu All-American (1961)[5]

### ABL
- Mistrz ABL (1962)[6]

### NBA
- 5-krotny mistrz NBA (1964-66, 1968-69)[1]
- Lider w skuteczności rzutów wolnych:
  - sezonu regularnego (1966, 1969)[7]
  - play-off (1968)[8]